# اچ‌ام‌ان‌زداس هیکلتون (ام۱۱۳۱)
اچ‌ام‌ان‌زداس هیکلتون (ام۱۱۳۱) (به انگلیسی: HMNZS Hickleton (M1131)) یک کشتی است که طول آن 153 ft می‌باشد. این کشتی در سال ۱۹۵۵ ساخته شد.